# VfL Wedau
Der VfL Wedau (offiziell: Verein für Leibesübungen Wedau 1918 e. V.) ist ein Sportverein aus dem Duisburger Stadtteil Wedau. Die erste Fußballmannschaft spielte ein Jahr in der höchsten niederrheinischen Amateurliga.

## Geschichte
Der Verein wurde im Jahre 1918 gegründet. 1930 gelang der ersten Mannschaft der Aufstieg in die seinerzeit zweitklassige 1. Bezirksklasse Niederrhein. Zwei Jahre später wurde der VfL Meister seiner Staffel, verpasste aber aus unbekannten Gründen den Aufstieg in die höchste Spielklasse. Nach dem Ende des Zweiten Weltkriegs gehörten die Wedauer 1947 zu den Gründungsmitgliedern der Fußball-Landesliga Niederrhein, der seinerzeit höchsten Amateurliga am Niederrhein. Aus dieser stieg die Mannschaft prompt ab.
1953 ging es für den Verein runter in die Kreisklasse. Drei Jahre später gelang der Wiederaufstieg, wobei der VfL als Tabellendritter vom Verzicht des Vizemeisters, der Amateurmannschaft des TuS Duisburg 48/99, profitierte. Im Jahre 1960 ging es erneut hinunter in die Kreisklasse. Nachdem die Mannschaft zwischenzeitlich bis in die Kreisliga C und damit in die unterste Spielklasse abgestürzt war, spielten die Wedauer seit dem Aufstieg im Jahre 2014 wieder in der Kreisliga B und schafften sechs Jahre später den Sprung in die Kreisliga A.